# Besleria lehmannii
Besleria lehmannii är en tvåhjärtbladig växtart som beskrevs av Karl Fritsch. Besleria lehmannii ingår i släktet Besleria och familjen Gesneriaceae. Inga underarter finns listade i Catalogue of Life.